# Чефорнак (Аляска)
Чефорнак (англ. Chefornak, центр. юпик Cevv’arneq) — город в зоне переписи населения Бетел штат Аляска (США). Население по данным переписи 2010 года составляет 418 человек.

## География
Город расположен на южном берегу реки Киния, примерно в 26 км выше места её впадения в пролив Этолина (часть Берингова моря), на территории национального резервата дикой природы Дельта Юкона. Площадь города составляет 16,6 км², из них 14,9 км² — суша и 1,7 км² — открытые водные пространства.

## История
Город был инкорпорирован в 1974 году.

## Население
По данным переписи 2000 года, население города составляло 394 человека. Расовый состав: коренные американцы — 93,40 %; белые — 2,03 % и представители двух и более рас — 4,57 %.
Из 75 домашних хозяйств в 60,0 % — воспитывали детей в возрасте до 18 лет, 61,3 % представляли собой совместно проживающие супружеские пары, в 13,3 % семей женщины проживали без мужей, 16,0 % не имели семьи. 14,7 % от общего числа семей на момент переписи жили самостоятельно, при этом 0 % составили одинокие пожилые люди в возрасте 65 лет и старше. В среднем домашнее хозяйство ведут 5,25 человек, а средний размер семьи — 5,98 человек.
Доля лиц в возрасте младше 18 лет — 45,2 %; лиц в возрасте от 18 до 24 лет — 9,9 %; от 25 до 44 лет — 23,9 %; от 45 до 64 лет — 16,5 % и лиц старше 65 лет — 4,6 %. Средний возраст населения — 21 год. На каждые 100 женщин приходится 106,3 мужчин; на каждые 100 женщин в возрасте старше 18 лет — 113,9 мужчин.
Средний доход на совместное хозяйство — $35 556; средний доход на семью — $36 042. Средний доход на душу населения — $8474. Около 21,3 % семей и 25,1 % населения живут за чертой бедности, включая 36,0 % лиц в возрасте младше 18 лет и 0 % лиц старше 65 лет.
Динамика численности населения города по годам:
| 1950 | 1960 | 1980 | 1990 | 2000 | 2010 |
| ---- | ---- | ---- | ---- | ---- | ---- |
| 106  | 133  | 230  | 320  | 394  | 418  |

## Транспорт
Город обслуживается аэропортом Чефорнак. Основным видом сообщения с населённым пунктом является малая авиация, хотя зимой до него можно также добраться и на снегоходах. Грузы и почта тоже доставляются в основном самолётами, а в течение летних месяцев — баржами по реке Киния.